# 宮入聖
宮入 聖（みやいり ひじり、1947年 - ）は、日本の俳人。長野県生。父は人間国宝の刀匠宮入行平。
1968年、学生時代より飯田龍太の「雲母」に投句。　1971年、第16回雲母賞佳作。1973年、高柳重信の「俳句研究」第1回五十句競作にて佳作第一席。1974年、母の死去に伴い句作を断念、1980年に再開。1983年、第1回現代俳句協会新人賞受賞。同年、小海四夏夫と共に「冬青社」設立、「季刊俳句」創刊。また「豈」に参加（6号から13号まで）。句集に『聖母帖』『千年』『遊非』『黒彦』『月池』『鍾馗沼』、他の著作に『飯田蛇笏』『火褥　刀工宮入行平とミヨ子の生涯』などがあるが、1990年代前半より俳壇から姿を消している。